# Перерісль
Герб с.Перерісль.
Перéрісль — село Надвірнянського району Івано-Франківської області, центр Переріслянської сільської територіальної громади.

## Назва
Із спогадів довгожителів, а також із різних історичних джерел, село Перерісль починалось із Дубини. Окрім наукових досліджень, існують різні перекази та легенди про походження назви села. За словами старожилів, назва села пішла від дрімучого перерослого лісу, який ріс у Дубині.
Інша легенда, яку розказав Богдан Клюфінський (1931 р.н.), (він прочитав про неї у архівних записах, які знаходились у церкві св. Миколая), повʼязана із найменням першого поселенця - Переро, у якого було два сини. Батько віддав синам свою землю. Старший син свою землю прогайнував, а молодшому потрібно було узаконити право на свою частку землі у нотаріуса. Тож брати подалися у Відень для оформлення документів. Оскільки молодший брат був неповнолітній, то нотаріус відмовив, а старший сказав: „Що з того, що він високого росту - переросл, а за роками він неповнолітній". Тому згодом від цього слова „переросл" пішла назва і нашого села. 
А ще назву Перерісль повʼязують старожили з чумаками, які їхали через Переросл по сіль. А в Поломах у лісі стояла корчма, у якій не раз і не два чумаки зупинялися на відпочинок. 
Ще один варіант походження назви від Тюркської групи мов: ПЕРЕ - через (на взірець ПЕРЕскоч, ПЕРЕлаз), РОС - похідне від роса, ІЛЬ-трава, билинка. Загалом "Через роси на траві" - ПЕРЕРОСЛЬ або ПЕРЕРІСЛЬ.

## Символіка
Геральдичний щит прямокутної форми із закругленням внизу (іспанська форма щита) має співвідношення сторін Щит обрамований  декоративним бароковим картушем у національному українському стилі золотого кольору. На геральдичному щиті блакитної барви, золотий косий хрест з потовщенням унизу, на хрестовині хреста старий дуб без листя, під дубом три срібні краплі роси. Щит увiнчаний золотою, сільською, короною, iз п’яти колосків пшеницi  (перший, третій і п’ятий більші).
Дуб що переріс означає назву села (герб є промовистим). Хрест - перехрестя сіл.

## Населення

### Мова
Розподіл населення за рідною мовою за даними перепису 2001 року:
| Мова       | Кількість | Відсоток |
| ---------- | --------- | -------- |
| українська | 2422      | 99.67%   |
| російська  | 6         | 0.25%    |
| білоруська | 1         | 0.04%    |
| румунська  | 1         | 0.04%    |
| Усього     | 2430      | 100%     |

## Історія
Село Перерісль вперше згадується в історичних джерелах у 1424 році в циркулярі Владисла II Ягайла в переліку поселень, які були подаровані його останній дружині Софії з русько-литовського княжого роду Гольшанських, за народження первінця Владислава (згодом короля Владислава III (1424-1444) , що загинув у битві з турками під Варною). На момент народження сина  Владиславу II Ягайлу було 70 років. Цього ж року Софія була коронована.
Згадується 12 листопада 1436 року в книгах галицького суду. За селом було затверджено волоське право.
У податковому реєстрі 1515 року в селі документується піп (отже, уже тоді була церква), 3 лани (близько 150 га) оброблюваної землі, яку орендував Іванко та ще 1/2 лану орендував Фетко.
Документ, в якому містяться відомості про Перерісль, є Францисканська метрика 1820 р. Опис містився на 49 листках. Тут подаються прізвища жителів села, яких на той час було 886. Визначено сумарій їх земельних прибутків і податок на землю. Із метрики можна дізнатись, що найбільш поширені прізвища на той час в селі були такі: Ерстенюк, Голинський, Яворський, Клюфінський, Омелян.
На 01.01.1939 в селі проживало 1980 мешканців, з них 1660 українців-грекокатоликів, 280 українців-римокатоликів, 20 поляків, 20 євреїв. Національна свідомість піднімала селян до боротьби проти окупантів у рядах ОУН-УПА, не занепадали духом і в наступні роки, брали участь у здобутті незалежності.

## Діяльність КПЗУ
У 1928 році в с. Перерісль було організовано осередок Комуністичної партії Західної України (КПЗУ), який нараховував 8 членів. Головою осередку КПЗУ було обрано Михайла Притуляка (1908). Членами КПЗУ були Олекса Угринчук (1915), Михайло Фенюк, Дмитро Стефанок (1900), Василь Андрусяк, Микола Созанський (1905), Олесь Яворський (1912), Олекса Мазурак (1912).
Переріслянці записувались в КПЗУ не через свої переконання, а тому, що їм платили гроші. То була страшна біднота за Польщі і щоб якось вижити й утримувати сімʼю, люди з розпачу та ще й при сильній агітації записувались в КПЗУ. Переріслянські комуністи тримали тісний звʼязок із Східною Україною, найчастіше збиралися в лісі. Вони отримували літературу із Східної України. Щоб можна було її переглянути, вони ішли в безлюдні місця, щоб їх ніхто не бачив, розглядали ту агітаційну літературу.

## Культурно-освітні товариства в селі
Світлим етапом в історії Галичини, в тому числі й Переросля, було створення „Просвіти" у Львові 8 грудня 1868 року. 
Перша згадка в архівних документах про заснування „Просвіти" в Перерослі відноситься до 6 березня 1898 року. Засновниками „Просвіти" в Перерослі виступили найбільш шановані люди: парох К.Петровський, Дмитро Федоришин (1871), Дмитро Остапʼюк, Іван Яворський (1887), Ілько Рев'юк (1854), Гаврило Угринчук (1875), Михайло Яворський (1878), Ігнатій Синоверський (1873), Петро Сузанський (1872), Михайло Голинський, Михайло Максим'юк, Федь Микитишин (1874). 
Першим головою читальні був парох К. Петровський. Писарем був обраний Ілько Ревʼюк. У той час „Просвіта" нараховувала 184 члени.  Спочатку читальня була мандрівною. Вона не мала власного приміщення і довгі роки поміщалася то в школі, то в резиденції, то по хатах. Про те, опинившись під польською владою, діяльність „Просвіти" була заборонена. 
Переріслянські активісти-патріоти розуміли вагу освіти та національного виховання, а тому 20 квітня 1925 року домоглися дозволу на поновлення „Просвіти". Слід відзначити, що в селі були відсутні внутрішні політичні протиріччя. Бо всі три гілки влади (війт, директор школи, парох) були зосереджені в руках однодумців, які багато робили для росту національної свідомості села.
Прикро і незручно було проводити просвітницьку роботу по хатах. А тому в хаті В. Боднарука в 1926 році були проведені збори активістів „Просвіти". Всі прийшли до думки, щоб будувати читальню. Більш заможні селяни склали гроші до спілки і купили у Василя Синоверського хату (вуланець). Антось Абрат (1890) виділив клаптик землі біля своєї хати. Молодь охоче збиралася в „Просвіті". Тут вона могла поспілкуватись, змістовно відпочити, забавитися.

## Загальні відомості
Село розташоване за 9 км від районного центру, та 26 км від обласного центру. Повз село проходить автомобільне шосе Т 09 06 Івано-Франківськ — Надвірна.
Діти навчаються у Переріслянському ліцеї. В селі є: Будинок культури, Бібліотека, ЦНАП, Пожежна, Комунальна служба "Лад-Ком", Лікарська амбулаторія. До послуг громадян дитячий садок «Золота рибка».  Село газифіковане, проведено освітлення вулиць.
На території Переросля зберігся могильник культури карпатських курганів.

## Церква
- УГКЦ Різдва Івана Хрестителя, о. Василь Панівник.
- УАПЦ святого Миколая (тепер ПЦУ) збудована 1821 р., згоріла 1897р. реконструйована 1903 р., Пам'ятка архітектури № 858, о. Андрій Луканюк.

## Джерела

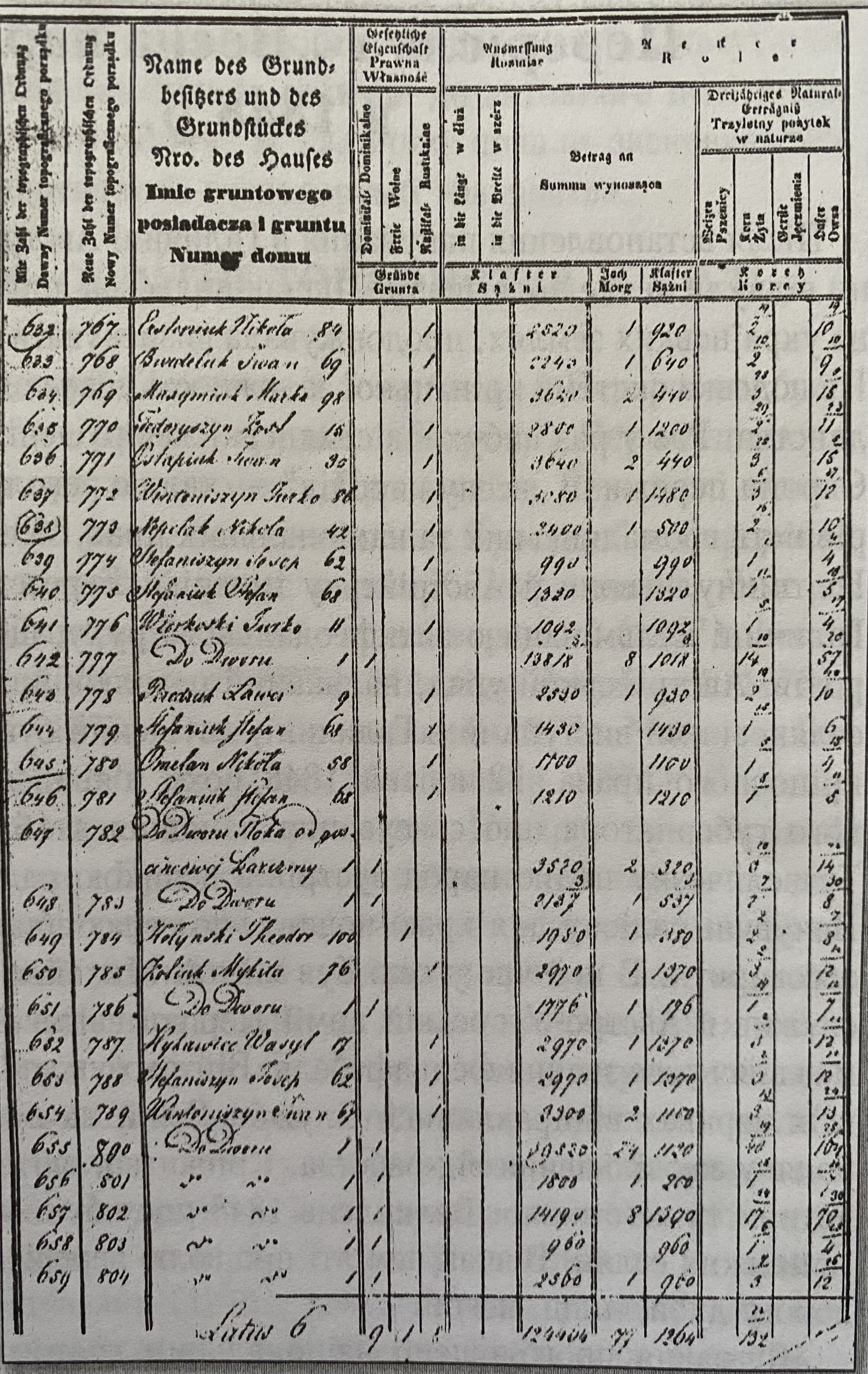
Копія переліку селян Переросля за списком Францисканської метрики з найбільш поширеними прізвищами

## Відомі люди
У селі народилися:
- Микола Ерстенюк (1892—1937) — юрист, офіцер австрійської і галицької армій, державний діяч, жертва більшовицького терору.
- Ігор Бойчук (* 1963) — громадський діяч, журналіст.
- Антін Кобилянський (1837–1910) — український культурно-освітній діяч, літератор, лікар, винахідник
- Федір Микитишин — командир сотні УПА «Бистрі», політвиховник куреня «Сивуля», лицар Бронзового хреста бойової заслуги УПА.
- Омелян Рев'юк (1887—1972) — журналіст, головний редактор газети «Свобода» (1926—1933) (одне з головних друкованих видань українських націоналістів в США), відомий політичний та громадський діяч українського емігрантського руху в США.